# Friedrich Wetter

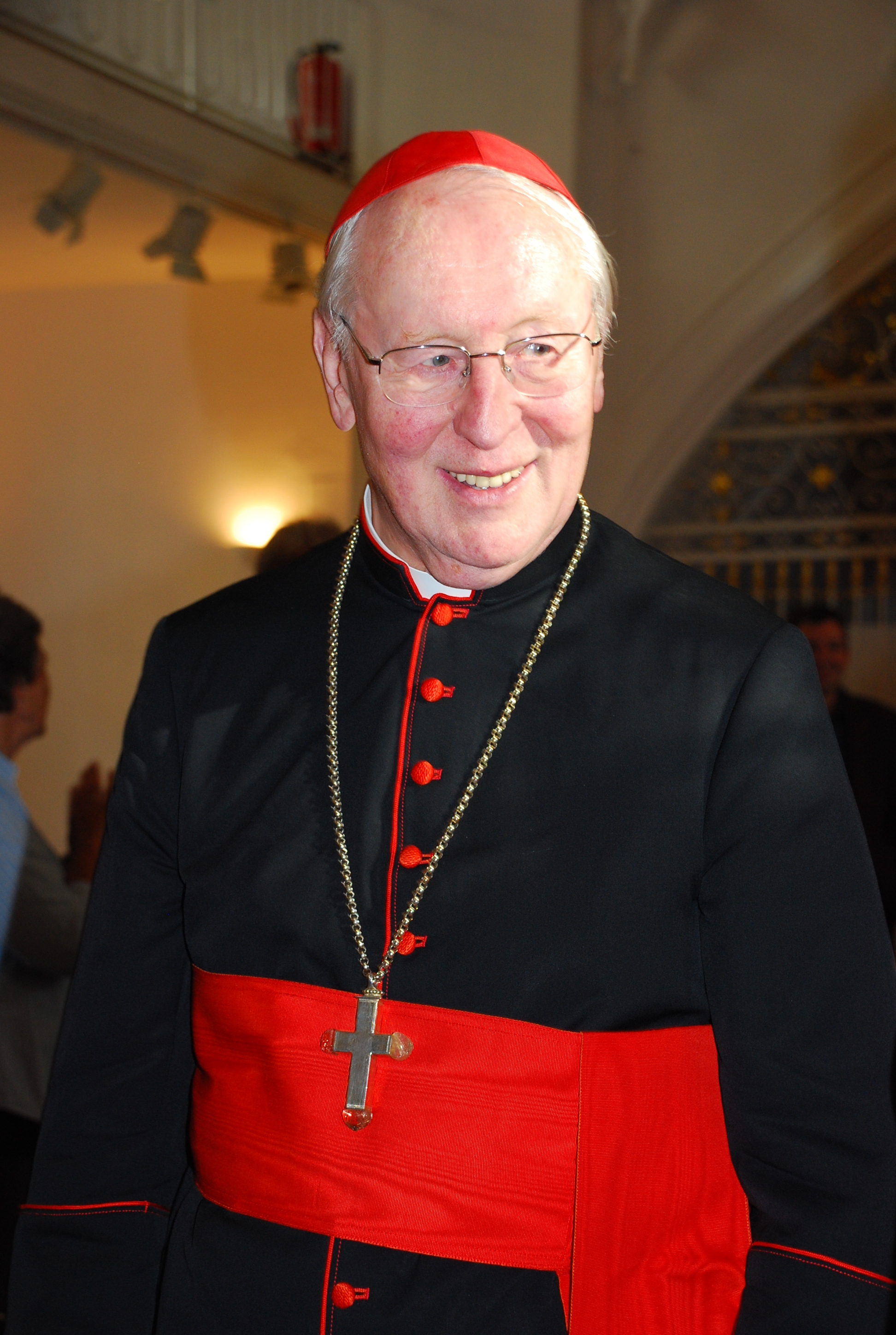
Friedrich Kardinal Wetter in der Karmelitenkirche München (2008)

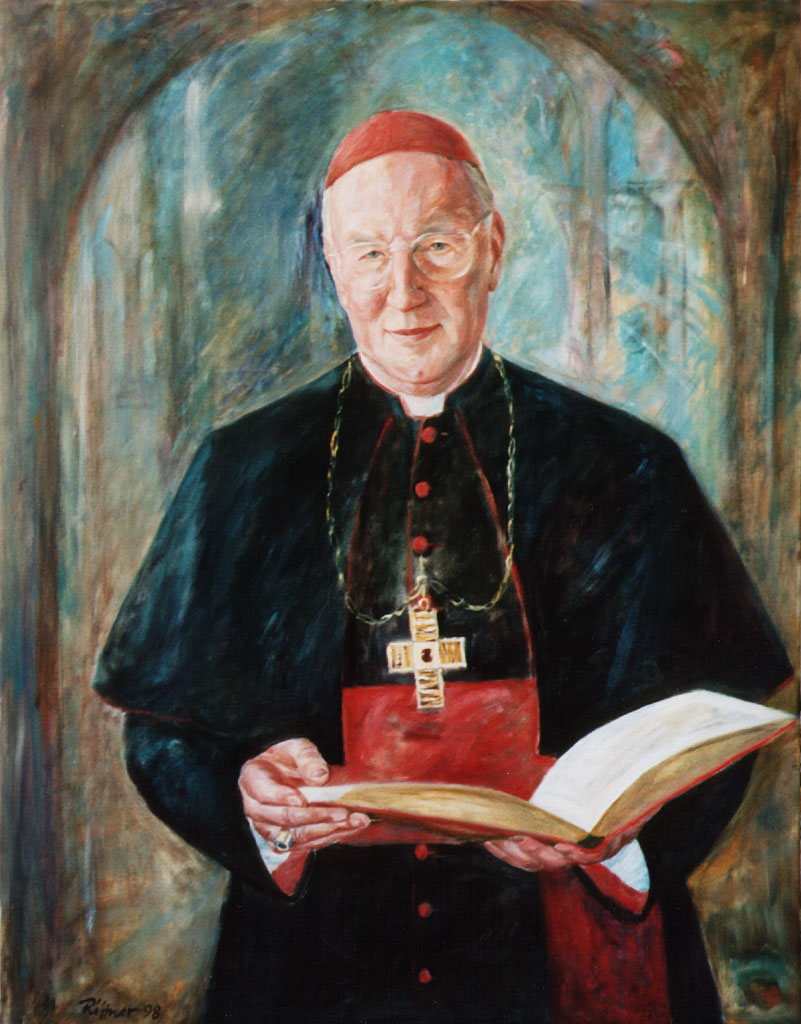
Friedrich Kardinal Wetter, Porträt von Günter Rittner (1998)

Friedrich Kardinal Wetter (* 20. Februar 1928 in Landau in der Pfalz) ist ein deutscher katholischer Theologe und Geistlicher. Er wurde 1968 zum Bischof geweiht und 1985 zum Kardinal erhoben. Von 1968 bis 1982 stand er der Diözese Speyer vor und war anschließend bis zu seiner Emeritierung im Jahr 2008 Erzbischof von München und Freising.

## Leben

### Jugend und Ausbildung
Friedrich Wetter wurde als Sohn einer Eisenbahnerfamilie – der Vater war Lokomotivführer – geboren. Er wuchs mit den zwei Schwestern Hildegard und Hedwig (als Ordensfrau Sr. Maria Immolata) auf.
Nach dem Abitur 1948 in Landau studierte Wetter Katholische Theologie an der Philosophisch-Theologischen Hochschule Sankt Georgen in Frankfurt am Main und an der Päpstlichen Universität Gregoriana in Rom. Dort empfing er am 10. Oktober 1953 durch Kurienkardinal Clemente Micara die Priesterweihe. 1956 wurde er mit einer Dissertation zum Thema Die Lehre Benedikts XII. vom intensiven Wachstum der Gottesschau zum Doktor der Theologie promoviert.

### Akademische Laufbahn
Von 1956 bis 1958 wirkte Wetter als Kaplan in Speyer, wo er anschließend bis 1960 als Assistent und Dozent am Priesterseminar tätig war. Danach war er für kurze Zeit Hilfspriester im westpfälzischen Glan-Münchweiler, bis er 1961 zur Habilitation beurlaubt wurde.
Seine akademische Laufbahn setzte er zunächst als Dozent, später als Professor für Fundamentaltheologie an der Hochschule Eichstätt fort. 1965 habilitierte er sich am Martin-Grabmann-Forschungsinstitut in München bei dem Dogmatiker Michael Schmaus mit der Arbeit Die Trinitätslehre des Johannes Duns Scotus. 1967 erhielt er an der Johannes-Gutenberg-Universität Mainz eine Professur für Dogmatik. Nachdem ihn Papst Paul VI. zum Bischof von Speyer ernannt hatte, wirkte er noch als Honorarprofessor.

### Bischof und Erzbischof
Seine Bischofsweihe fand am 29. Juni 1968 im Dom zu Speyer statt. Konsekrator war sein Vorgänger auf dem Speyerer Bischofssitz, Isidor Markus Emanuel; Mitkonsekratoren waren der Mainzer Bischof Hermann Volk und der Trierer Weihbischof Alfred Kleinermeilert.
Nachdem Joseph Kardinal Ratzinger als Präfekt der Glaubenskongregation nach Rom berufen worden war, wurde Wetter am 28. Oktober 1982 als dessen Nachfolger von Papst Johannes Paul II. zum 12. Erzbischof von München und Freising ernannt (Amtseinführung: 12. Dezember 1982) und am 25. Mai 1985 als Kardinalpriester mit der Titelkirche Santo Stefano al Monte Celio in das Kardinalskollegium aufgenommen. In der Deutschen Bischofskonferenz hatte er 1981 den Vorsitz der Glaubenskommission übernommen, dieses Amt bekleidete er bis 2008. 
Höhepunkte während seines Wirkens waren die Einladungen zum ökumenischen Treffen nach München Von Neubeginn zu Neubeginn 1993–1994, die 80.000 Teilnehmer annahmen und der Katholikentag „Dem Leben trauen, weil Gott es mit uns lebt“ 1984 in München mit 55.000 Dauerteilnehmern.
Zwischen 1991 und 1994 fand unter Leitung von Kardinal Wetter ein Pastorales Forum statt, bei dem unter Beteiligung der Gläubigen eine Reform der Seelsorge im Erzbistum München und Freising betrieben wurde.
Wetter hatte schon 2003 kurz vor seinem 75. Geburtstag, wie es das kirchliche Recht in Can. 401 § 1 vorsieht, dem Papst seinen Amtsverzicht angeboten, doch hatte Johannes Paul II. dies vorerst abgelehnt. Erst Papst Benedikt XVI. nahm am 2. Februar 2007 den Amtsverzicht an, bat aber gleichzeitig, Wetter möge als Apostolischer Administrator mit allen Rechten und Vollmachten eines Diözesanbischofs das Erzbistum wie bisher leiten, bis ein neuer Erzbischof bestellt sei. Kardinal Wetter entsprach dieser Bitte.
Die Bestellung zum Apostolischen Administrator gilt als ungewöhnlich; denn üblicherweise obliegt es dem Domkapitel, für die Dauer der Sedisvakanz einen Diözesanadministrator zu wählen. Mit der Bestellung des Administrators durch den Papst wurde dem Domkapitel diese Möglichkeit genommen. Die Maßnahme wurde auf das besondere Vertrauensverhältnis zwischen dem Papst und Wetter zurückgeführt.
Am 30. November 2007 ernannte Papst Benedikt XVI. den bisherigen Bischof von Trier, Reinhard Marx, zum Erzbischof von München und Freising. Wetters Amtszeit endete am 2. Februar 2008, als Marx im Rahmen eines Pontifikalamtes in sein neues Amt eingeführt wurde. Seit seiner Emeritierung lebt Wetter im Mutterhaus der Barmherzigen Schwestern in München.
Wetter ist Mitglied des Kuratoriums am Jüdischen Zentrum München. Er ist Ehrenmitglied der 1610 gegründeten Marianischen Männerkongregation Mariä Verkündigung am Bürgersaal zu München. Anlässlich seiner Emeritierung rief die Katholische Akademie in Bayern 2008 den nach ihm benannten Kardinal-Wetter-Preis ins Leben, mit dem jährlich theologische Dissertations- oder Habilitationsarbeiten ausgezeichnet werden. Inzwischen wurde die Auszeichnung umbenannt in Preis für Junge Theologie – Kardinal-Wetter-Preis. 
Wetter tritt für den Schutz des ungeborenen Lebens und für eine „ungeschmälerte Qualität und Bedeutung der von der katholischen Kirche getragenen Schwangerenberatung“ ein. In der Auseinandersetzung mit dem Karlsruher Kruzifix-Beschluss von 1995 sprach er von einem „Intoleranzedikt“.

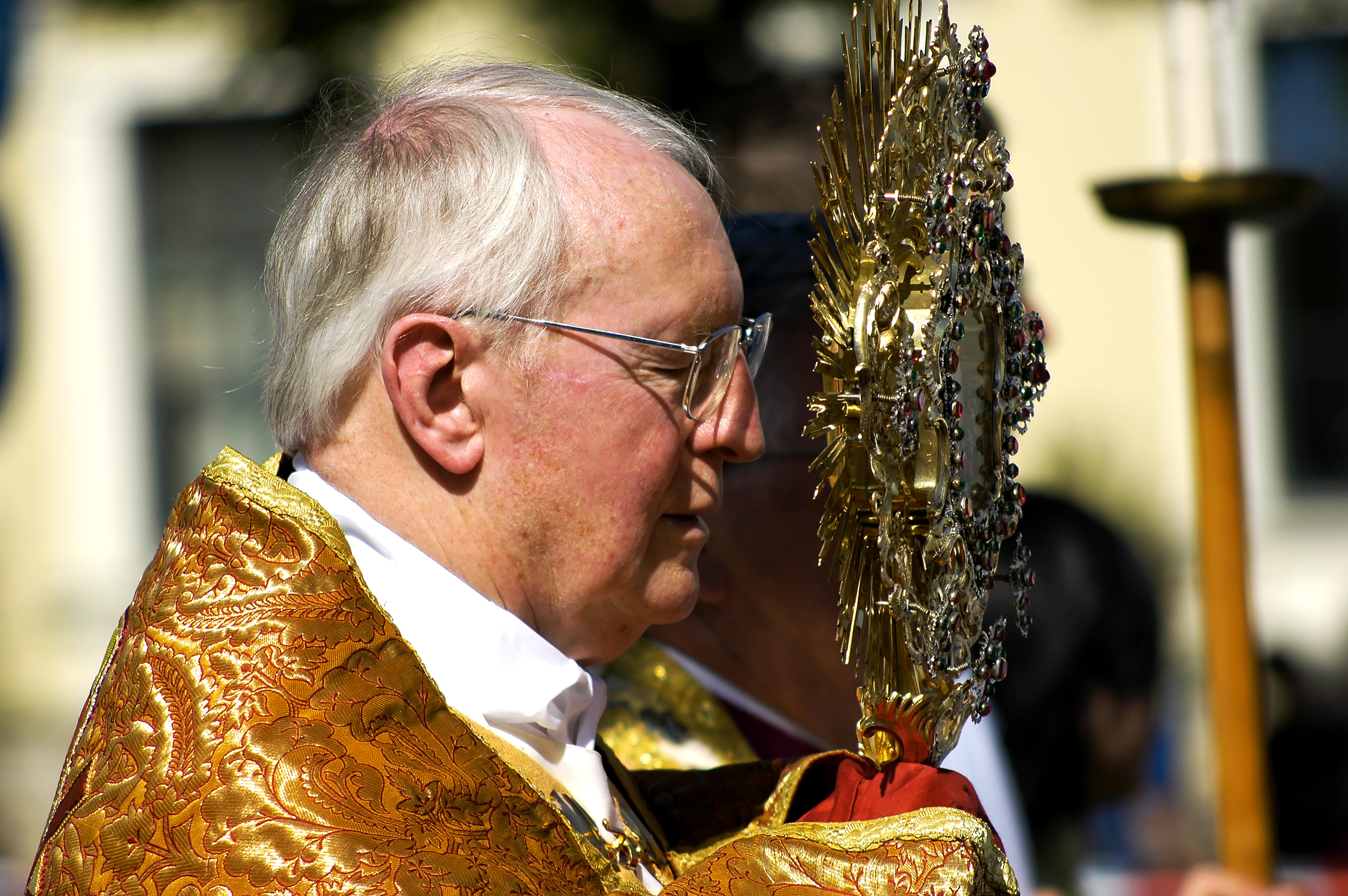
Bei der Fronleichnamsprozession in München (2005)
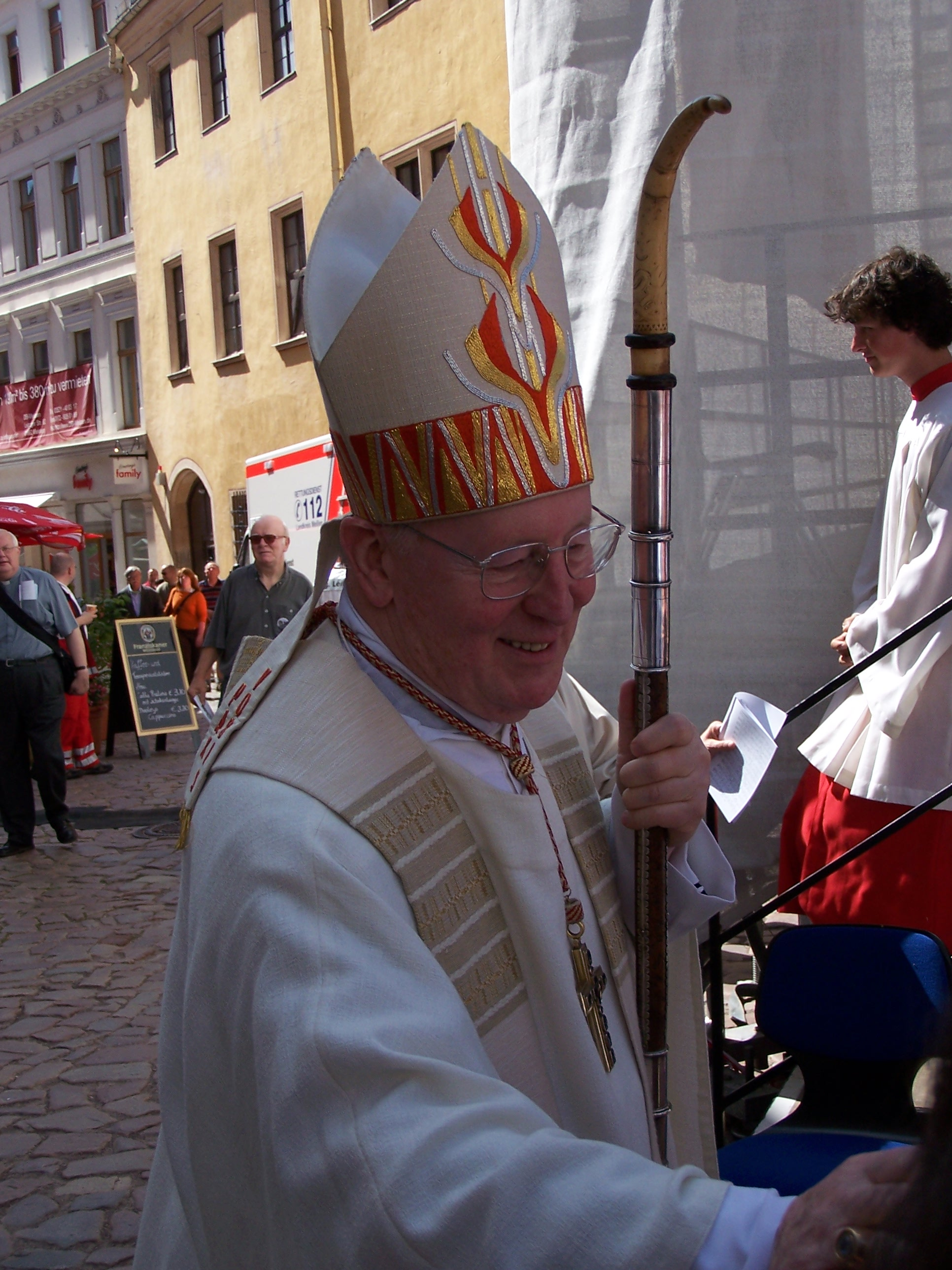
Mit dem Bischofsstab des Benno von Meißen (2006)
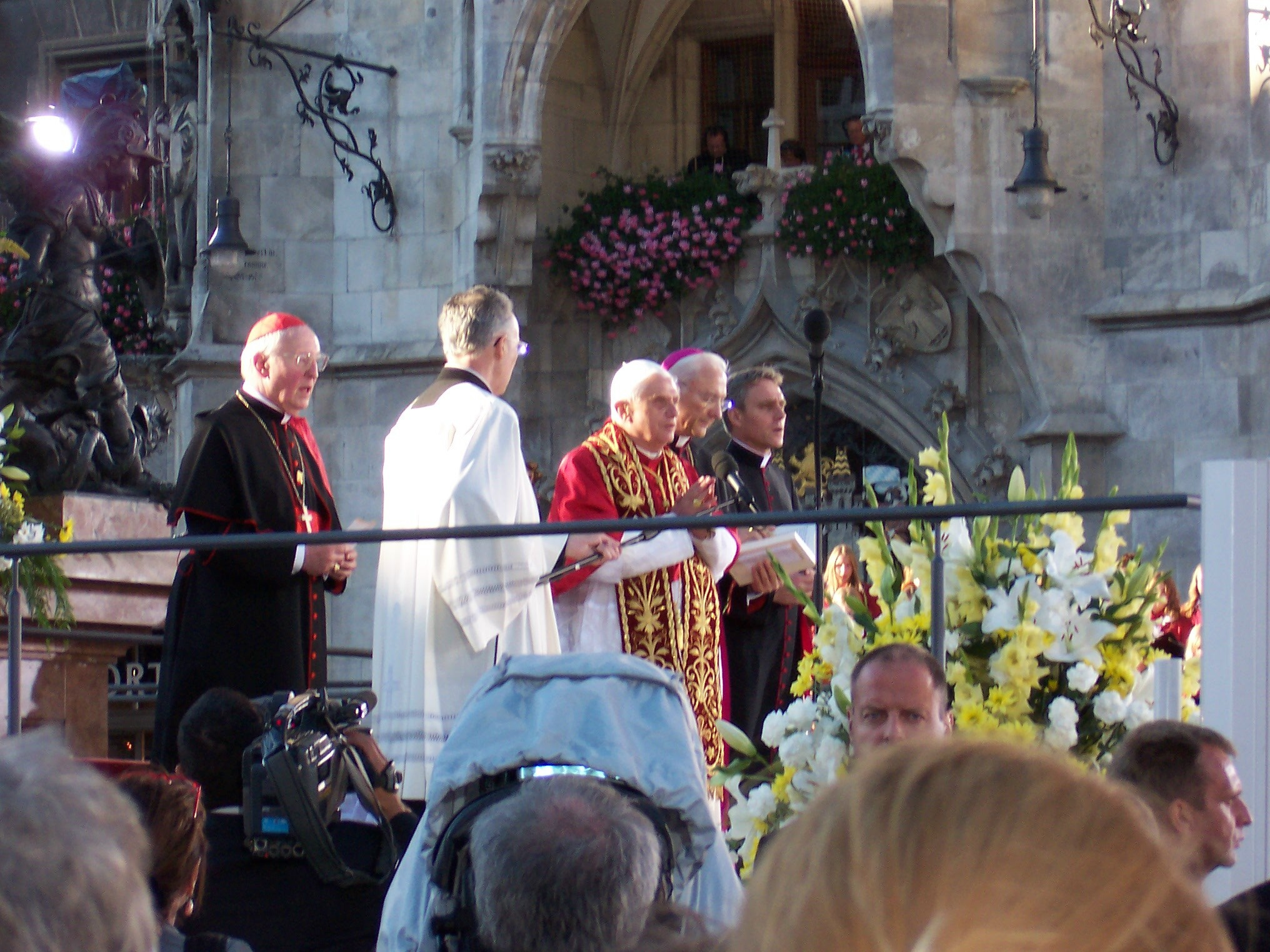
Mit Papst Benedikt XVI. am Münchener Marienplatz (2006)

### Rolle im Zusammenhang mit sexuellem Missbrauch
Im Zusammenhang mit den 2010 aufgedeckten Missbrauchsfällen in der katholischen Kirche kritisierte Wetter die daraufhin eingetretenen „organisatorischen Aktivitäten“ und die „orientierungslose Betriebsamkeit“ der kirchlichen Institutionen. Stattdessen forderte er eine Erneuerung der Kirche aus den Menschen heraus.
Das am 20. Januar 2022 veröffentlichten Gutachten (WSW-Studie)  zum Thema „Sexueller Missbrauch Minderjähriger und erwachsener Schutzbefohlener durch Kleriker sowie hauptamtliche Bedienstete im Bereich der Erzdiözese München und Freising von 1945 bis 2019“ behandelt untersuchungsrelevante Sachverhalte betreffend 47 Kleriker aus der Amtszeit Wetters als Erzbischof bzw. Apostolischem Administrator. Die Gutachter gelangten zu der Einschätzung, dass Wetter in 22 dieser Fälle (rechts-)fehlerhaftes und/oder zumindest unangemessenes Vorgehen bei der Sachbehandlung anzulasten ist. Nach Berücksichtigung einer Stellungnahme Wetters konnte die gutachterliche Bewertung in einem Fall nicht aufrechterhalten werden. Die Stellungnahme Wetters wurde von den Gutachtern größtenteils als inhaltlich unstimmig gewertet; die These Wetters, er habe sich über die gravierenden Tatfolgen für die Geschädigten angeblich in Unkenntnis befunden, werteten die Gutachter als „nicht tragfähig“ und als „Schutzbehauptung“.
Im Hinblick auf eine Gesamtbewertung seines Verhaltens hoben die Gutachter zugunsten von Wetter zwar positiv hervor, dass sich dieser „sowohl der Befragung als auch der Konfrontation mit den ihm nach vorläufiger gutachterlicher Bewertung anzulastenden Fälle gestellt“ habe. Jedoch sei eine „auch nur ansatzweise kritische Selbstreflexion des seinerzeitigen Handelns seitens des damaligen Erzbischofs Kardinal Wetter […] auch heute nicht erkennbar“. „Nennenswerte Aktivitäten“ Wetters in Richtung der Täter seien, von einzelnen Ausnahmen abgesehen, nicht ersichtlich. Das passive Verhalten Wetters habe sich auch im Umgang mit den Geschädigten gezeigt. Bis zum Ende seiner Amtszeit seien aus den gesichteten Akten Reaktionen in Richtung der Geschädigten, selbst in Fällen von strafrechtlich verurteilten Priestern, nicht erkennbar. Nach dem Befund der Gutachter habe Wetter eine Befassung mit den Geschädigten ausschließlich den im Jahr 2002 erstmals bestellten Missbrauchsbeauftragten überlassen; ein Austausch mit diesen hinsichtlich der Belange der Geschädigten sei ebenso wenig feststellbar wie eine Anerkennung diesbezüglichen kirchlichen Versagens durch Wetter.
Nach Protesten von Betroffenen wurde in Landau im November 2023 entschieden, dass der dortige Kardinal-Wetter-Platz zwar nicht umbenannt, jedoch eine „Hinweistafel auf den problematischen Namensgeber“ erhalten soll. Ziel sei es, einen Gedenkort für die Betroffenen von sexuellem Missbrauch zu schaffen.

## Bischofswappen

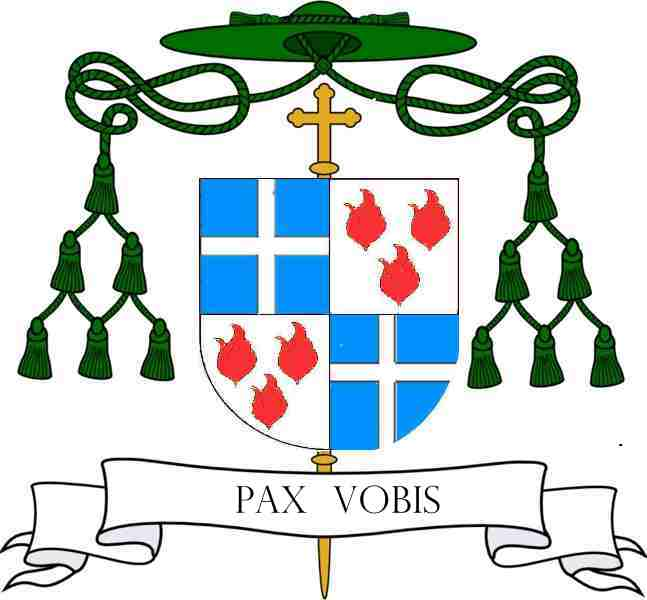
Wappen Wetters als Bischof von Speyer

Wappen des Erzbischofs Friedrich Kardinal Wetter von München und Freising

Das gevierte Wappen zeigt in Feld 1 und 4 ein silbernes Kreuz auf blauem Grund für das Bistum Speyer, im zweiten und dritten Feld jeweils drei rote Flammen auf silbernem Grund als Symbol der Dreifaltigkeit.
Sein geviertes Wappen als Erzbischof von München und Freising zeigt im ersten und vierten Feld den Freisinger Mohren mit roter Krone auf goldenem Grund; in den anderen Feldern jeweils drei goldene Flammen auf rotem Grund.
Der Schild wird von heraldischen Insignien begleitet:
- Als Bischof mit grünen Pontifikalhut (Galero) mit je sechs grünen Quasten (fiocchi), Hirtenstab und Kreuz.
- Als Erzbischof mit grünem Pontifikalhut mit je zehn grünen Quasten und aufgestelltem Doppelkreuz.
- Als Kardinal mit rotem Pontifikalhut mit je fünfzehn Quasten.

Sein Wahlspruch Pax vobis („Friede sei mit Euch“) (Joh 20,19 ) ist der Gruß des Auferstandenen, als er in die Mitte seiner Jünger trat.

## Ehrungen

### Auszeichnungen
- Großes Verdienstkreuz (1973) mit Stern (1982) und Schulterband (1993)
- Bayerischer Verdienstorden (1985)
- Bayerische Verfassungsmedaille in Gold (1991)
- Ehrendoktorwürde der Ludwig-Maximilians-Universität München (1997)
- Ehrendoktorwürde der Ukrainischen Freien Universität München (2005)
- Ehrenbürger seiner Geburtsstadt Landau in der Pfalz, zurückgegeben am 8. Februar 2022.[20]
- Ehrenmitglied der katholischen Studentenverbindung KDStV Aenania München im CV
- Ehrenmitglied der katholischen Studentenverbindung K.S.St.V. Alemannia München im KV
- Johann Christian von Hofenfels-Medaille, verliehen durch den Bund der Pfalzfreunde in Bayern e. V. (2007)
- Goldene Ehrenmünze der Landeshauptstadt München (2007)
- Ehrenbürger der Stadt Freising (2010) (Zurückgegeben am 30. Juni 2023 wegen seiner Rolle im Zusammenhang mit sexuellem Missbrauchs im Bereich der Erzdiözese München und Freising)[21]
- Ehrenmitglied der Aktion für das Leben[22] (2010)

### Festschriften
- Peter Pfister (Hrsg.): Ihr Freunde Gottes allzugleich. Heilige und Selige im Erzbistum München und Freising. Erzbischof Friedrich Kardinal Wetter zum 75. Geburtstag. Don Bosco Verlag, München 2003, ISBN 3-7698-1405-3.
- Friedrich Wetter: Mit euch bin ich Christ, für euch bin ich Bischof. Mit Fotografien von Thomas Klinger. Verl. Sankt Michaelsbund, München 1998. ISBN 3-920821-04-1.
- Friedrich Wetter: Wer in der Liebe bleibt – Predigt bei der Eucharistiefeier mit Segnung der Ehepaare am 30. September 2007 im Mariendom zu Freising. Mit Fotografien von Thomas Klinger und Konstanze Klinger. Erzbischöfliches Ordinariat, München 2007.

## Veröffentlichungen
- Licht der Weihnacht. Verlag Herder, Freiburg im Breisgau 1990, 2. Aufl. 1991, ISBN 3-451-22086-5 (116 S.).